# Gran Premi Inda
El Gran Premi Inda era una competició ciclista italiana d'un sol dia i que es disputava anualment a Caravate, a la província de Varese. Creada el 1963, de 2005 a 2009, va formar part del calendari de l'UCI Europa Tour.

## Palmarès
| Any  | Vencedor             | Segon                    | Tercer             |
| ---- | -------------------- | ------------------------ | ------------------ |
| 1963 | Renato Stoto         |                          |                    |
| 1964 | Augusto Formenti     |                          |                    |
| 1965 | Wagner Carmignola    |                          |                    |
| 1966 | Fiorenzo Ballardin   |                          |                    |
| 1967 | Giuliano Fontana     |                          |                    |
| 1968 | Tiziano Amati        |                          |                    |
| 1969 | Luigino Percetti     |                          |                    |
| 1970 | Fausto Reato         |                          |                    |
| 1971 | Massimo Spezia       |                          |                    |
| 1972 | Maurizio Donati      |                          |                    |
| 1973 | Franco Miele         |                          |                    |
| 1974 | Amedeo Pallazzi      |                          |                    |
| 1975 | Gabriele Mirri       |                          |                    |
| 1976 | Paolo Diotto         |                          |                    |
| 1977 | Fausto Resteldi      |                          |                    |
| 1978 | Maurizio Meroni      |                          |                    |
| 1979 | Bruno Marini         |                          |                    |
| 1980 | Bruno Marini         |                          |                    |
| 1981 | Alberto Passera      |                          |                    |
| 1982 | Davide Nardello      |                          |                    |
| 1983 | Andrea Chiurato      |                          |                    |
| 1984 | Bruno Marini         |                          |                    |
| 1985 | Luca Giani           |                          |                    |
| 1986 | Igor Mosca           |                          |                    |
| 1987 | Igor Mosca           |                          |                    |
| 1989 | Fabrizio Induni      |                          |                    |
| 1990 | Dario Andriotto      |                          |                    |
| 1991 | Mirko Pinton         |                          |                    |
| 1992 | Daniele Peroni       |                          |                    |
| 1993 | Mauro Banfi          |                          |                    |
| 1994 | Alessandro Guerra    |                          |                    |
| 1995 | Massimiliano Gentili |                          |                    |
| 1996 | Enrico Bonetti       |                          |                    |
| 1997 | Matteo Morotti       |                          |                    |
| 1998 | Alessandro Bredolin  |                          |                    |
| 1999 | Igor Astarloa        |                          |                    |
| 2000 | Alessandro Delfatti  |                          |                    |
| 2001 | Daniele Balestri     |                          |                    |
| 2002 | Petr Klasa           |                          |                    |
| 2003 | Giovanni Visconti    | Cristiano Fumagalli      | Ruslan Pidgornyy   |
| 2004 | Mirko Allegrini      | Paolo Bailetti           | Mauro Da Dalto     |
| 2005 | Daniele Di Nucci     | Alberto Milani           | Marco Cattaneo     |
| 2006 | Wojciech Dybel       | Mattia Paolo Parravicini | Jaroslaw Dabrowski |
| 2007 | Bruno Rizzi          | Adriano Malori           | Simone Ponzi       |
| 2008 | Jarosław Marycz      | Paolo Tomaselli          | Dan Craven         |
| 2009 | Pavel Kochetkov      | Ilya Gorodnichev         | Emanuele Moschen   |
| 2010 | Eugenio Alafaci      | Maksym Averin            | Nicola Galli       |
| 2011 | Mattia Pozzo         | Oleksandr Polivoda       | Michele Simoni     |